# Al cuore si comanda
Al cuore si comanda è un film del 2003, diretto da Giovanni Morricone.

## Trama
Lorenza, ambiziosa donna trentenne, ha successo in tutto tranne che nell'amore, pertanto ha l'idea di affittarsi un amante. Un giorno alla televisione vede un uomo in cima ad una gru, che minaccia il suicidio se non avrà un lavoro. Lorenza, grazie al numero di telefono passato in televisione, lo chiama e gli propone un lavoro.
Si ritrova così con Riccardo che, seguendo nell'ordine le precise voglie di Lorenza, la soddisferà prima a livello affettivo e poi sessuale.
Lorenza lascia l'assegno del pagamento a Riccardo, sperando che lui non lo prenda, perché innamorata di lui. Uscito di casa, Riccardo strappa l'assegno perché anche lui innamorato di Lorenza, ma il vento lo fa cadere sotto il tavolo. Lorenza crede così che Riccardo lo abbia preso e lo ignora fino a licenziarlo.
Incontra Giulio, un dentista che la affascina e si fidanza con lui. Le fa fare molti viaggi, le dà molti lussi, fino alla notte in cui Giulio le chiede la mano ma Lorenza rifiuta perché nel suo cuore c'è ancora Riccardo.
Torna a casa e finalmente, per caso, vede l'assegno strappato. Va da Riccardo che ha trovato lavoro come musicista. Inizialmente Riccardo scappa ma poi cederà alla donna che veramente ama.

## Riconoscimenti
- 2004 - Italian National Syndicate of Film Journalists
  - Candidatura per la migliore attrice non protagonista a Sabrina Impacciatore
  - Candidatura per la miglior musica a Ennio Morricone e Andrea Morricone
- 2004 - Maremetraggio International Short Film Festival
  - Migliore attrice a Sabrina Impacciatore